# E le stelle stanno a guardare (romanzo)
E le stelle stanno a guardare (The Stars Look Down) è un romanzo di Archibald Joseph Cronin pubblicato nel 1935. È il quarto e tra i più famosi romanzi di questo autore, insieme a La cittadella (The Citadel) del 1937. 
Dal libro sono stati tratti un film del 1939, due fiction televisive nei primi anni settanta e un'opera teatrale.

## Contenuto
Il romanzo è ambientato a Sleescale, una cittadina mineraria sulla costa del Northumberland, così come Tynecastle (Newcastle). Sleescale è una cittadina fittizia, ma un perfetto esempio di cittadina analoga ad altre reali, grazie all'esperienza maturata dall'autore come ispettore medico minerario nel Galles durante gli anni venti.
La storia parte prima della prima guerra mondiale e continua fino agli anni trenta, e racconta le vicissitudini di alcuni personaggi. Principalmente racconta di un minatore e di suo figlio che studia per poter migliorare le condizioni dei lavoratori, di un minatore che diviene un uomo d'affari e del figlio del padrone della miniera che entra in conflitto con il padre autoritario.

## Trama
Il romanzo racconta di tre uomini molto diversi tra loro: 
- Davey Fenwick proviene da una famiglia di minatori e grazie ai sacrifici del padre riesce ad uscire dalla miniera e a frequentare i corsi di istruzione superiori. Dopo aver svolto il lavoro di insegnante per mantenersi, ben presto viene attratto dalla politica desiderando cambiare il sistema economico che sfrutta le classi meno abbienti, divenendo un fervente sostenitore della nazionalizzazione delle miniere.
- Joe Gowlan inizia come minatore, ma riesce con metodi illeciti a risalire la scala sociale durante gli anni della prima guerra mondiale finendo a dirigere un'azienda che produce materiale bellico.
- Arthur Barras è il figlio di Richard Barras, proprietario della miniera Nettuno di Sleescale. A seguito di un disastro alla miniera che causa la morte di oltre cento minatori, inizia il suo progressivo allontanamento dal padre ripudiandone i valori e le abitudini che lo portano a calpestare i diritti dei lavoratori preferendo l'interesse economico familiare. Nonostante la sua debolezza caratteriale riuscirà ad esternare le sue idee.

Jenny Sunley è la moglie di Davey, uomo che ha sposato sperando di poter migliorare il proprio stato sociale ma a cui è poco interessata umanamente; gli altri personaggi hanno ciascuno un breve ma distinto racconto che li riguarda. 
Cronin mostra grande simpatia per i lavoratori e disapprovazione per i capi, anche se qualcuno di loro può essere una persona rispettabile.
Centrale nella storia è la miniera Nettuno e il più grande incidente che vi si verifica. La grande guerra è un altro fattore nel quale i caratteri degli uomini emergono attraverso le scelte che ciascuno compie: volontari per il fronte, volontari per incombenze non militari, la furbizia e gli espedienti per sfuggire al servizio militare o la sfida aperta con il rifiuto della chiamata. Vi è una breve descrizione di un tribunale che esamina gli obiettori di coscienza: esso disconosce la validità delle ragioni degli obiettori. Traspare anche una chiara adesione all'idea di nazionalizzare le miniere, sostituendo lo Stato ai numerosi proprietari privati del periodo.
Il romanzo termina con un cambiamento notevole dei protagonisti, ed è una eccellente descrizione della vita della classe operaia nel Nord dell'Inghilterra dell'epoca.

## Opere derivate
- E le stelle stanno a guardare (The Stars Look Down) è un film del 1939 diretto da Carol Reed. La versione cinematografica ha Michael Redgrave come protagonista nel ruolo del giovane dottore e Margaret Lockwood in quello della moglie. La voce narrante del film di Lionel Barrymore.
- E le stelle stanno a guardare è uno sceneggiato diretto da Anton Giulio Majano, e trasmesso sul Programma Nazionale della RAI nel 1971 (dal 07/09/1971 al 02/11/1971).
- The Stars Look Down è una serie TV del 1974 in 13 episodi da 60', per la regia di Alan Grint e Roland Joffé
- Nel 2004, l'autore teatrale Alex Ferguson ha adattato il romanzo per la NTC Theatre Company. Un gruppo di cinque attori ha recitato tutte le parti: Alan Park(Joe Gowlan/ Arthur Barras), Ross Waiton (Davie Fenwick), Kim Evans (Jenny Sunley, Hughie Fenwick), Jackie Fielding (Martha Fenwick), e Steve Wedd (Robert Fenwick/ Richard Barrass). La commedia è stata diretta secondo la regia di Gillian Hambleton e la messa in scena ha riscosso un notevole successo di pubblico e di critica, dando nuova linfa al racconto senza tempo di Cronin.